# Phaenochitonia pluto
Phaenochitonia pluto är en fjärilsart som beskrevs av Hans Ferdinand Emil Julius Stichel 1911. Phaenochitonia pluto ingår i släktet Phaenochitonia och familjen Riodinidae. Inga underarter finns listade i Catalogue of Life.